# ウイハ島
ウイハ島（ウイハとう、ʻUiha）はトンガ王国ハアパイ諸島のリフカ諸島に属する島。2011年現在の人口は672人で、面積は6.81km2である。
島にはウイハ（ʻUiha）とフェレメア（Felemea）の2つの村があり、島の北部にあるウイハとリフカ島にあるハアパイ諸島の主都・パンガイの間を連絡船が結んでいる。